# Železniční trať Hrušovany nad Jevišovkou-Šanov – Hevlín
Železniční trať Hrušovany nad Jevišovkou-Šanov – Hevlín (v jízdním řádu pro cestující naposledy označená číslem 245) je jednokolejná železniční trať o délce 7 km. V roce 2020 ji jako regionální dráhu koupila obec Hevlín a zažádala o její přeřazení do kategorie místní dráhy; žádosti bylo vyhověno.
Provoz na ní byl zahájen v roce 1870, kdy tvořila součást hlavní trati c.k. privilegované Rakouské společnosti státní dráhy z Vídně do Brna (Wien – Laa a.d.Thaya – Hrušovany n. Jevišovkou – Střelice – Brno). Stavebně je trať dimenzována na eventuální položení druhé koleje. Úsek z Hevlína do stanice Laa a. d. Thaya ÖBB byl v závěrečných týdnech druhé světové války poškozen a v roce 1947 zrušen. Výstavba železné opony dle zákona z roku 1951 o ochraně státních hranic přeťala násep trati na dvou místech, a to jako pozůstatek EZOH a poté jako pozůstatek ŽTZ těsně za stanicí Hevlín.
Od počátku 90. let existovaly snahy na obou stranách hranice o obnovu kdysi přerušeného přeshraničního spojení, k realizaci takové stavby však nedošlo.
Na počátku roku 2008 se objevily informace o tom, že od prosince 2008 bude na této trati zastavena osobní doprava. V průběhu léta byly tyto plány pozměněny, osobní doprava na této trati byla zastavena k 1. červenci 2010, a to v souvislosti s rozšířením Integrovaného dopravního systému Jihomoravského kraje (IDS JMK) na Znojemsko. Pro spojení Hrušovan nad Jevišovkou s Hevlínem i okolními obcemi je upřednostněna doprava autobusová. Jednání o obnově zrušeného úseku Hevlín – Laa a.d.Thaya a rekonstrukci celé tratě probíhají nicméně nadále. Poslední iniciativou je memorandum 45 jihomoravských a dolnorakouských obcí z jara 2009. V případě obnovy by Moravskokrumlovsko, Miroslavsko, Hrušovansko a západní Mikulovsko získalo krátké železniční spojení s Rakouskem a Vídní. V červenci 2012 a srpnu 2013 se na trati konala nostalgická jízda SVD-JZM.

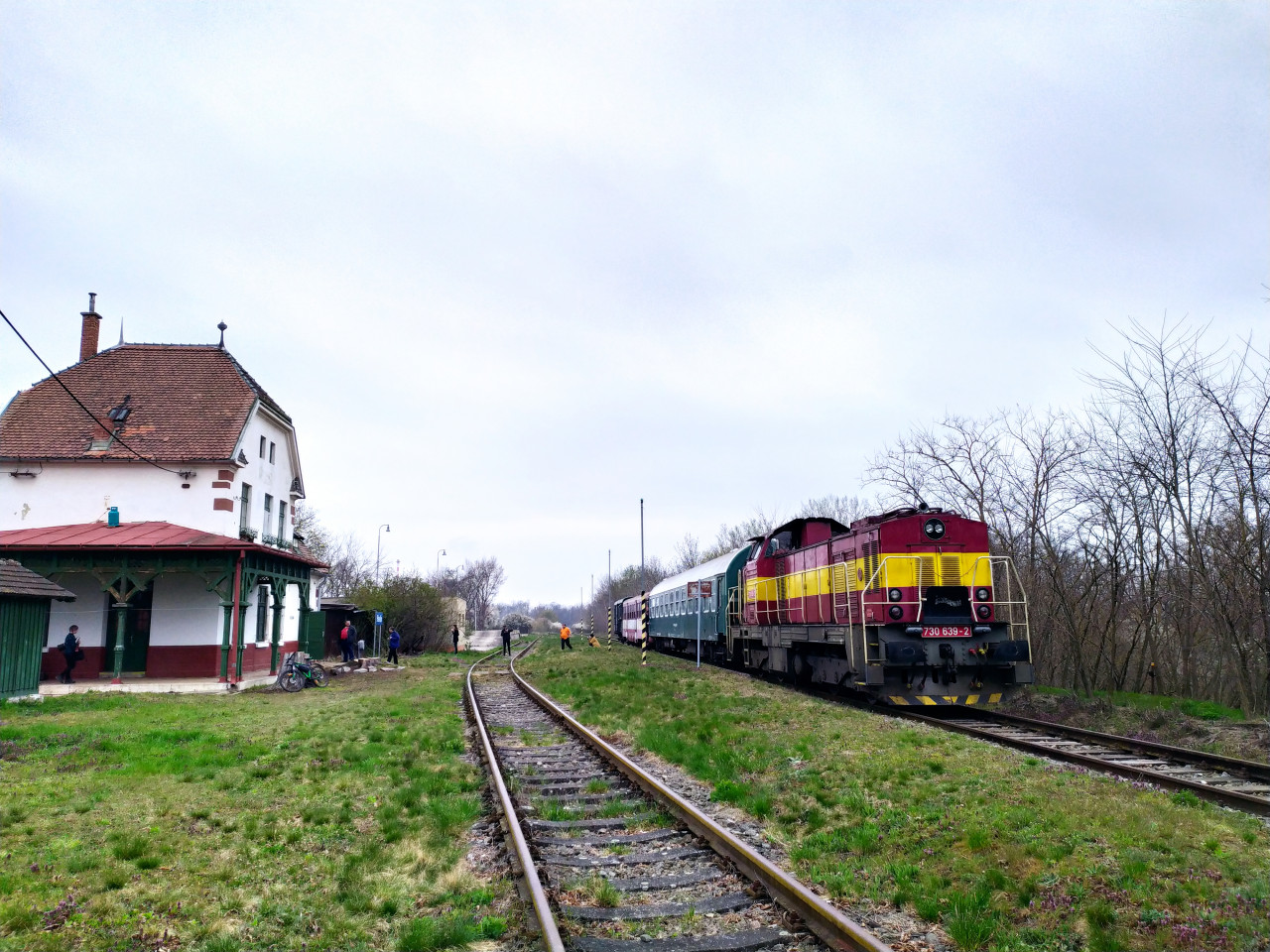
První vlak již na místní dráze v Hevlíně

V únoru 2020 se vlastníkem dráhy stala obec Hevlín, která ji od Správy železnic koupila ve veřejné soutěži za 2,2 milionu korun. V bývalé nádražní budově v Hevlíně chce obec vybudovat regionální muzeum, která má připomínat i železniční minulost, expozici zde má mít i místní cihlárna Heluz. Obec plánovala spolupráci s dopravcem Railway Capital. Oslavu s příjezdem parního vlaku obec plánovala na 12. září 2020 k příležitosti 150. výročí uvedení tratě do provozu. V nádražní budově obec ovšem napřed musela řešit problém s nelegálním obyvatelem, který zde prý například v čekárně sušil kukuřici či chléb a v přístavku choval drůbež. Obec připravovala i spolupráci s rakouskou stranou na obnovení přeshraničního úseku dráhy.
V listopadu 2020 ukončil Drážní úřad správní řízení o změně kategorie z regionální dráhy na místní dráhu. Vyhověl navrhovateli, obci Hevlín, kterou v jednání zastupoval Jan Šatava; ten předtím prosadil změnu kategorie i u dráhy Čejč–Uhřice a vlastní společnost Railway Capital, která hodlá dráhu i dopravu na ní provozovat.
Na nově kategorizovanou dráhu se podařilo vypravit vlak dne 17. dubna 2021 za spolupráce dopravce Gepard Express, provozovatele dráhy Railway Capital a obce Hevlín. Následující den probíhala veřejná jízda pro širokou veřejnost cílená pro občany místních obcí. Jednalo se o první jízdu na místní dráhu v České republice.
Dráha Hrušovany nad Jevišovkou–Šanov – Hevlín je zaústěna do regionální dráhy ve stanici Hrušovany nad Jevišovkou-Šanov koncem výhybky č. 2 v km 92,326 = 0,000 km začátku dráhy a ukončena zarážedlem kusé koleje č. 1a v km 85.585 v dopravně Hevlín. Celková stavební délka trati je 6,741 km.

## Navazující tratě

### Hrušovany nad Jevišovkou-Šanov
- Trať 244 Brno – Hrušovany nad Jevišovkou-Šanov
- Trať 246 Břeclav – Boří les – Hrušovany nad Jevišovkou-Šanov – Znojmo

## Stanice a zastávky

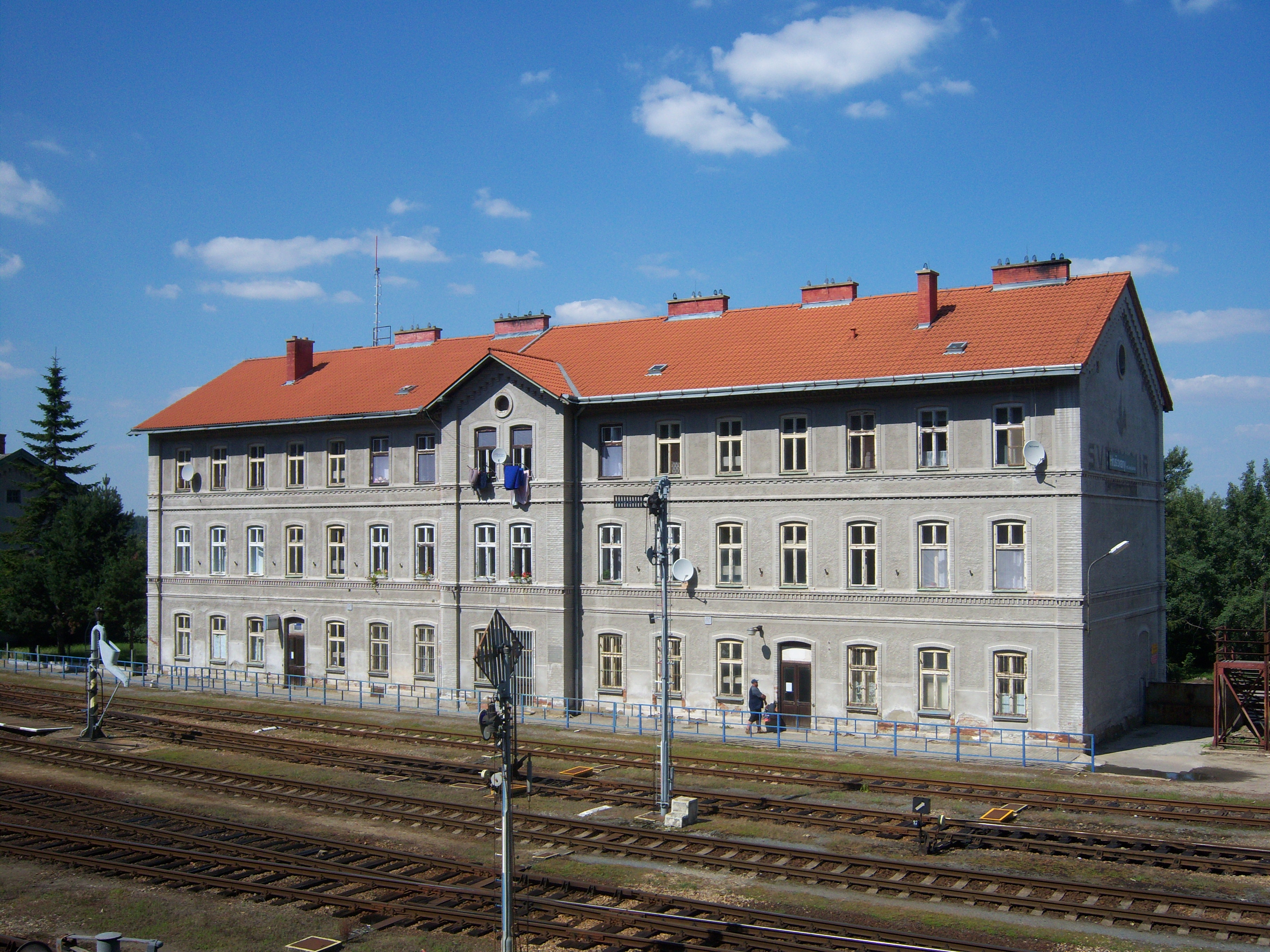
Bývalá celnice ve stanici Hrušovany nad Jevišovkou-Šanov
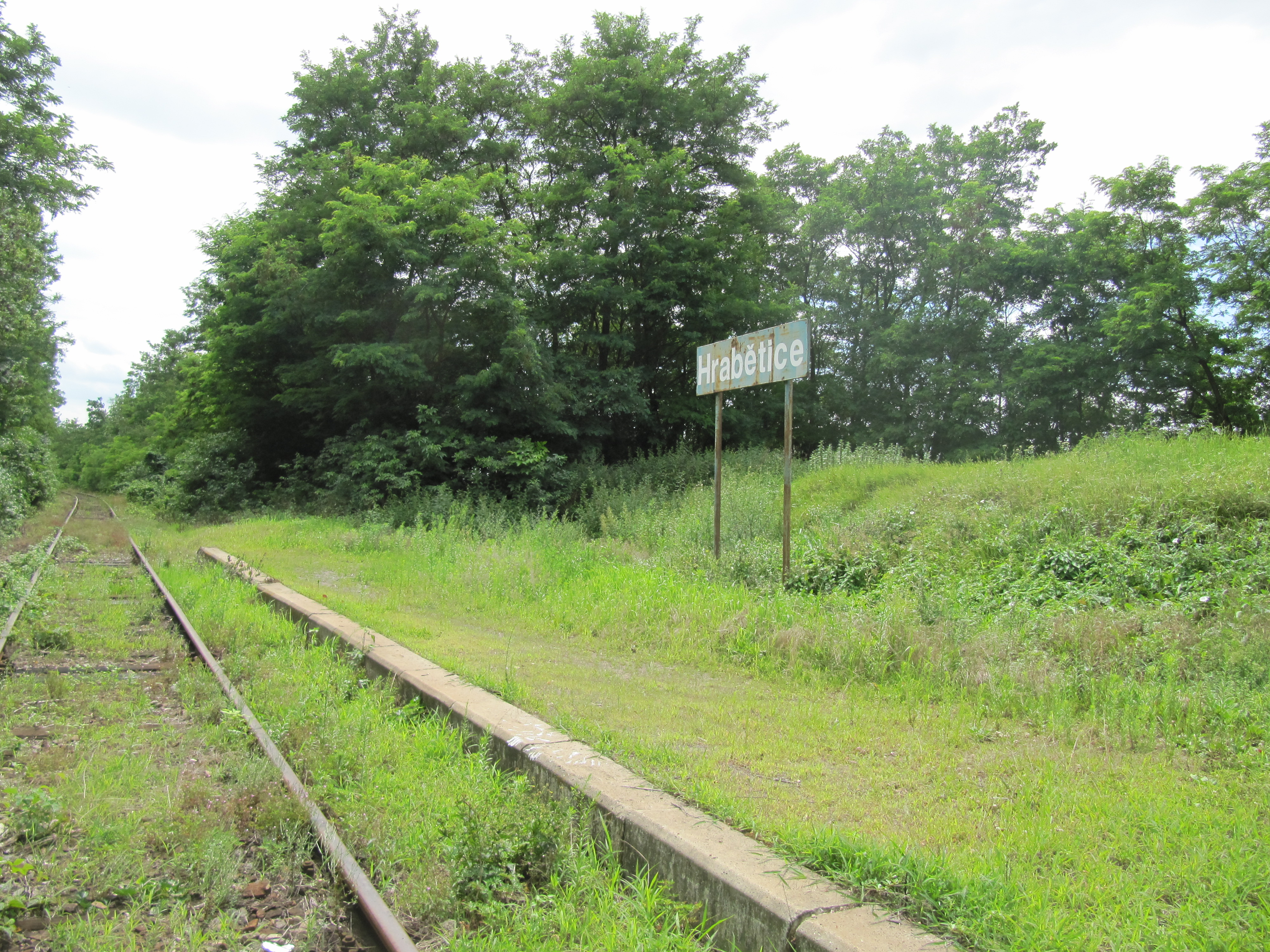
Hrabětice
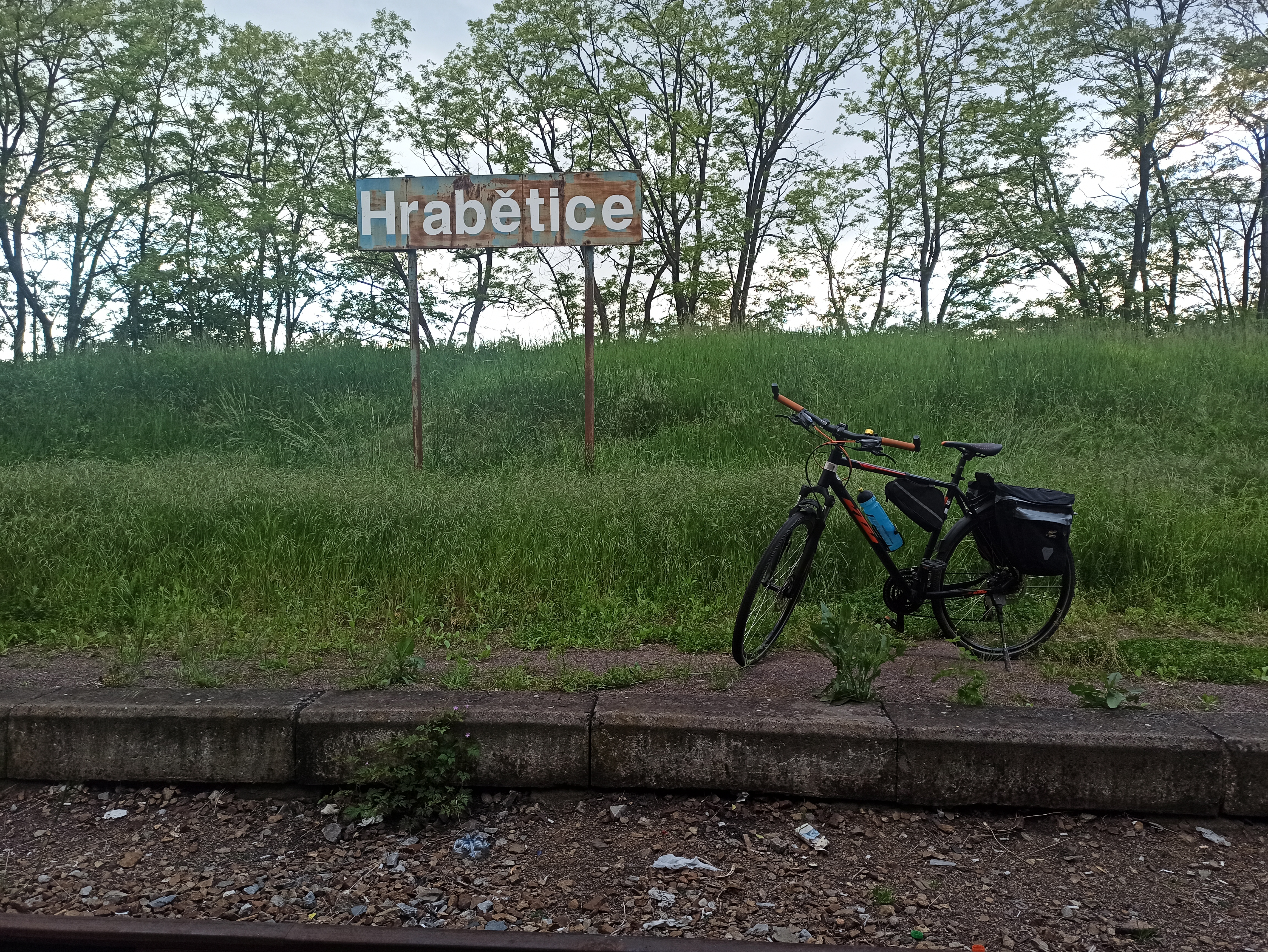
Hrabětice 2021
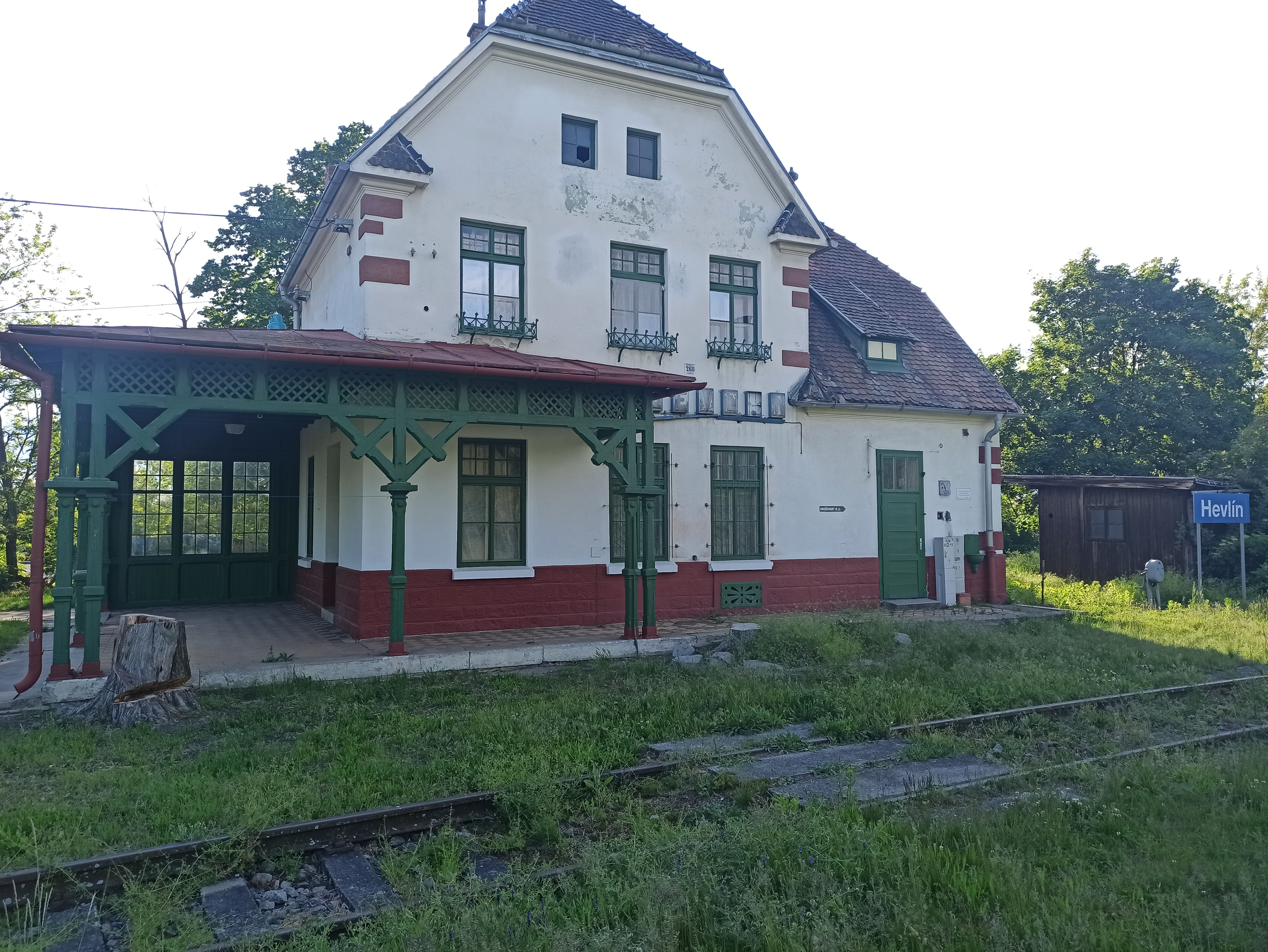
Hevlín